# Pays de neige (film, 1957)
Pour plus de détails, voir Fiche technique et Distribution.
Pays de neige (雪国, Yukiguni) est un film japonais de Shirō Toyoda sorti en 1957 et adapté du roman homonyme de Yasunari Kawabata.

## Synopsis
Durant l'hiver 1935 au Japon, le peintre Shimamura se rend dans un onsen, une station thermale de montagne pour retrouver Komako, rencontrée durant l'été précédent. Lui est marié et habite à Tokyo, tandis qu’elle est devenue geisha dans l'onsen. Elle doit une travailler pour subvenir aux besoins de sa mère et de sa famille adoptive. En effet, sa mère adoptive, ancienne geisha et professeur de musique, ne peut plus exercer depuis qu'elle a subi une attaque qui l'a laissée handicapée et il faut payer les frais d'hospitalisation de Yukio, son fils tombé gravement malade à Tokyo. Atteint de tuberculose, Yukio est revenu auprès des siens pour y passer ses derniers jours, soigné par Yoko, l'autre fille adoptive de la professeur de musique.
Lorsque Shimamura apprend que Yukio a été le fiancé de Komako, il décide de retourner à Tokyo. Yoko et Komako se déchirent à propos du jeune homme malade. Komako qui s'est sacrifiée pour sa famille en devenant geisha veut vivre pleinement sa tumultueuse relation avec Shimamura tandis que Yoko, secrètement amoureuse de Yukio en veut terriblement à Komako de ne pas s'occuper du malade.
Dans une lettre, Shimamura promet à Komako de revenir sans faute pour le festival de Torioi qui se déroulera au mois de février dans la station thermale. Komako, tombée enceinte, attend impatiemment le retour de son amoureux mais le festival passe et Shimamura ne donne pas de signe de vie. Les journaux eux, annoncent la survenue d'une tentative de coup d'état à Tokyo.
Shimamura finit par revenir à l'onsen mais pour Komako, la situation est devenue beaucoup plus compliquée.

## Fiche technique
- Titre français : Pays de neige
- Titre alternatif : Le Pays de la neige
- Titre original : 雪国 (Yukiguni?)
- Réalisation : Shirō Toyoda
- Scénario : Toshio Yasumi, d'après le roman homonyme de Yasunari Kawabata, prix Nobel de littérature en 1968
- Photographie : Jun Yasumoto
- Montage : Kōichi Iwashita
- Musique : Ikuma Dan
- Producteurs : Ichirō Satō
- Sociétés de production : Tōhō
- Pays d'origine :  Japon
- Langue originale : japonais
- Format : noir et blanc - 1,37:1 - 35 mm - son mono
- Genre : drame, romance
- Durée : 133 minutes (métrage : 15 bobines - 3 658 m[1]) - 120 minutes pour la version modifiée américaine
- Date de sortie :
  - Japon : 27 avril 1957[1]
  - France : mai 1958 (festival de Cannes[2])
  - États-Unis : 15 mai 1966[3]

## Distribution
- Ryō Ikebe : Shimamura
- Keiko Kishi : Komako
- Kaoru Yachigusa : Yōko
- Akira Kubo : Saichiro, le frère de Yōko
- Kumeko Urabe : la mère de Komako
- Eiko Miyoshi : la professeur de musique
- Chieko Naniwa : servante de l'auberge
- Haruo Tanaka : employé de l'auberge
- Daisuke Katō : le patron de l'auberge
- Hisaya Morishige : M. Imura
- Noriko Sengoku : la masseuse
- Akira Nakamura
- Jun Tatara
- Mineko Yorozuyo
- Yasuko Nakada
- Haruko Tōgō
- Akira Tani
- Etsuko Ichihara : une geisha

## Autour du film
La version du film sortie aux États-Unis et distribuée par la Tōhō a été largement modifiée par de nombreuses coupes et l'ajout d'un commentaire off.
En 1969, le réalisateur Hideo Ōba a tourné une nouvelle adaptation du roman de Yasunari Kawabata avec Shima Iwashita dans le rôle de Komako et Isao Kimura dans le rôle de Shimamura.

## Distinctions
Sauf indication contraire, les informations mentionnées dans cette section peuvent être confirmées par la base de données cinématographiques IMDb,  présente dans la section « Liens externes ».

### Récompense
- 1958 : Prix Kinema Junpō du meilleur scénario pour Toshio Yasumi[6]

### Sélection
- Festival de Cannes 1958 : Pays de neige est présenté en compétition[2].